# 阿克斯布里奇鎮區 (北達科他州巴恩斯縣)
阿克斯布里奇鎮區（英語：Uxbridge Township）是位於美國北達科他州巴恩斯縣的一個鎮區。

## 地方資料
阿克斯布里奇鎮區的面積為93.03平方千米，當中陸地面積為90.98平方千米，而水域面積為2.05平方千米。根據2010年美國人口普查的數據，當地共有人口89人，而人口密度為每平方千米0.96人。